# CDAN1
CDAN1‏ (Codanin 1) هوَ بروتين يُشَفر بواسطة جين CDAN1 في الإنسان.